# Владан Милосављев
Владан Милосављев (Београд, 1. фебруара 1987) српски је фудбалер који тренутно наступа за РФК Нови Сад.